# (745) Mauritia
(745) Mauritia ist ein Asteroid des Hauptgürtels, der am 1. März 1913 vom deutschen Astronomen Franz Kaiser in Heidelberg entdeckt wurde.
Laut dem Dictionary of Minor Planet Names von Lutz D. Schmadel wurde der Asteroid nach dem Heiligen Mauritius, dem Schutzpatron der Wiesbadener Kirche benannt.
Recherchen von Erwin Schwab konnten hingegen belegen, dass der Asteroid 1926 nach Moritz Nathan Oppenheim benannt wurde. Oppenheim war Förderer der Sternwarte des Physikalischen Vereins, in dem zu dieser Zeit ein Planeteninstitut untergebracht war, das gemeinsam mit dem heutigen Astronomischen Rechen-Institut in Heidelberg Berechnungen von Kleinplaneten vornahm.
Laut einem Bericht im Israelitischen Familienblatt aus dem Jahr 1926 äußerte der Völkische Beobachter anlässlich der Benennung nach Oppenheim die Sorge, dass „sogar schon der Sternenhimmel verjude“.
Weitere Bahnparameter sind
- Länge des aufsteigenden Knotens: 125,994°
- Argument des Perihels: 8,272°